# Минцлов, Рудольф Рудольфович
Рудольф Рудольфович Минцлов (10 марта (22 марта) 1845 — 18 сентября (30 сентября) 1904) — русский юрист, публицист и библиофил; отец Анны и Сергея Минцловых.

## Биография
По окончании курса наук в Александровском лицее был судебным следователем, позже членом окружного суда и вместе с тем земским гласным.
В 1886 году, после недоразумений с министерством по поводу запрета принимать участие в земских делах, перешёл в сословие присяжных поверенных московского судебного округа. В 1891 г. переселился в Санкт-Петербург, где принимал деятельное участие в союзе писателей и в комиссии, избранной общим собранием присяжных поверенных для рассмотрения правительственного проекта об адвокатуре.
Сотрудничал в «Русских ведомостях», «Московском телеграфе» и «Юридическом вестнике». Для ЭСБЕ составил статью «Семья и род».

### Семья
Дети:
- Анна (1865 — пропала в августе 1910) — переводчица, оккультист и деятель теософского общества;
- Сергей (1870—1933) — писатель, автор исторических романов, библиофил и библиограф, участник археологических экспедиций.